# 彼得罗巴甫洛夫卡区
彼得罗巴甫洛夫卡区（俄语：Петропавловский район）是俄罗斯联邦沃罗涅日州下辖的一个区，其行政中心为彼得罗巴甫洛夫卡。据2016年统计，该区的人口为17793人。